# سلسلة جبال كاي ماي

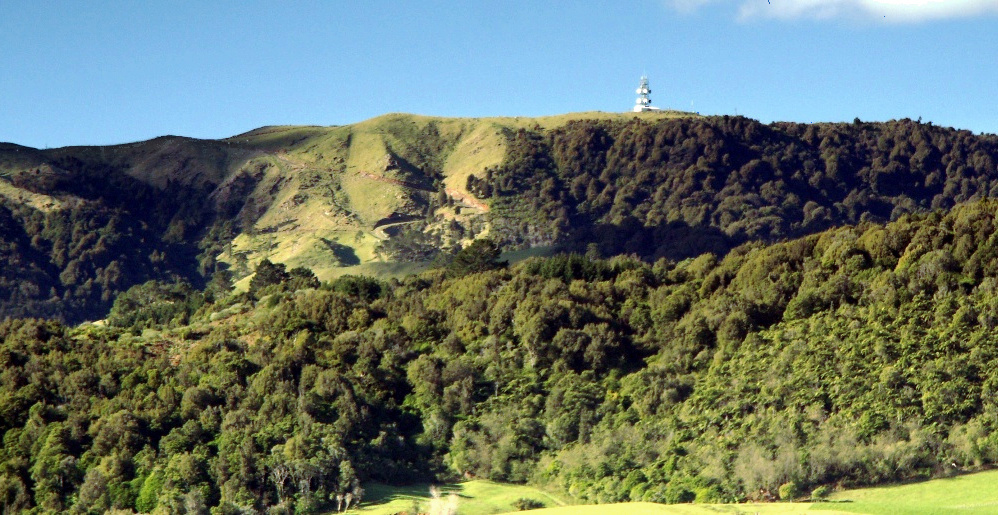
سلسلة جبال الكاي ماي

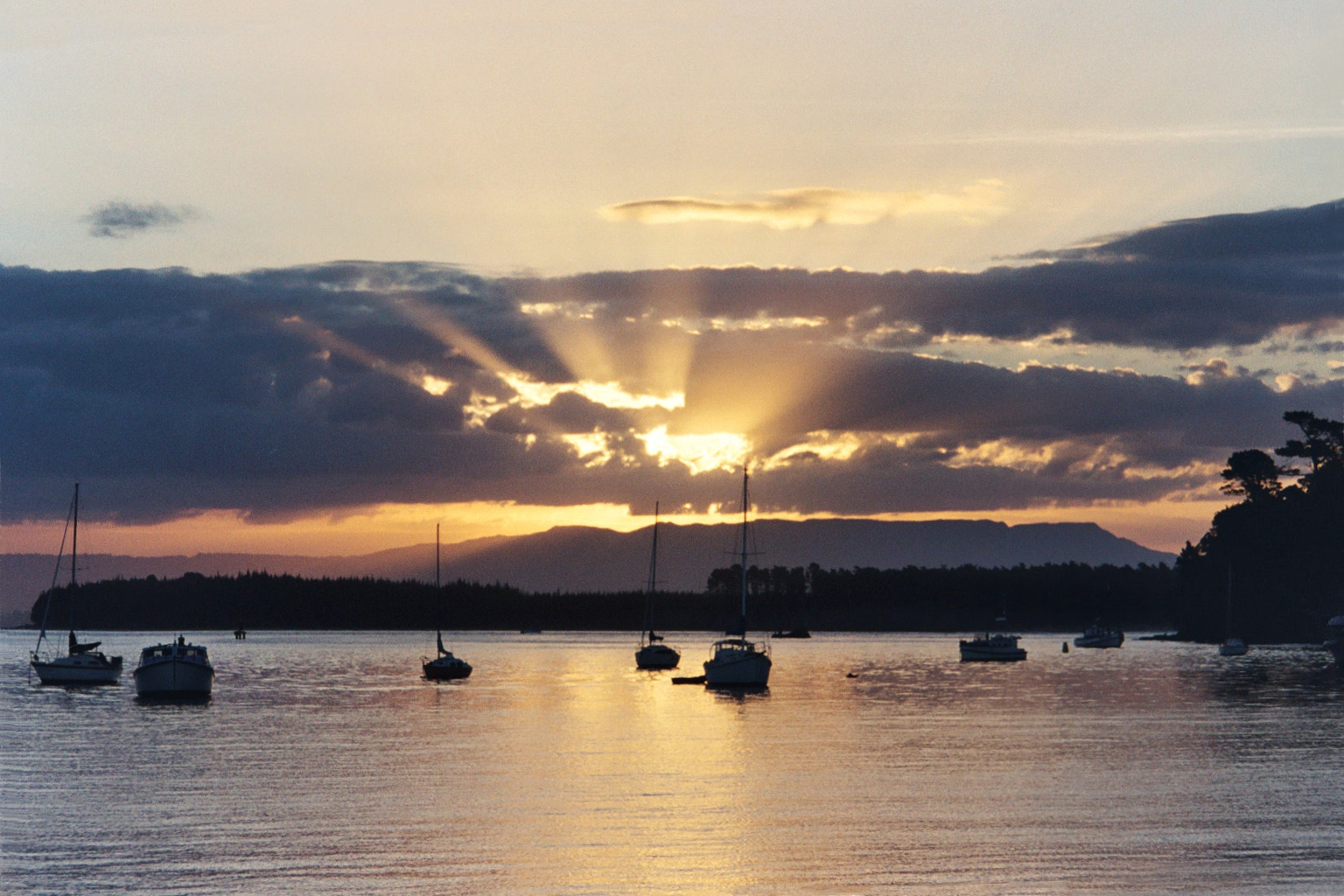
سلسلة جبال الكاي ماي في خلفية ميناء تاورانجا

الكاي ماي هي سلسلة جبليّة تقع في الجزيرة الشماليّة بنيوزلندا. تعتبر جبال كاب ماي جزءًا من مجموعة جبليّة حيثُ سلسلة كوروماندل شمالًا، وسلسلة الماماكو جنوبًا. تفصل جبال كاي ماي بين وايكاتو في الغرب، وخليج بلنتي في الشرق.
تقع أعلى نقطة في جبال كلي ماي على ارتفاع 952 متر حيث جبل تي-آروها، وفي نفس المنطقة تقع مدينة تي-آروها. تضاريس جبال كاي ماي صعبة جدّا، ولا يمرّ فوقها إلّا طريقين فقط، وهما:
- طريق الولاية السريع 2، والذي يمرّ بالحدود الشماليّة  للسلسلة عبر طريق كارنغهاي
- طريق الولاية السريع 29 من تاورانجا إلى هاملتون
يمكن وصف جبل تي-آروها بالقمّة الشماليّة لسلسلة جبال كاي ماي.
تتميز جبال كاي ماي بالتراث الشعبي لقبائل الماوري والتي تعتبر القبائل الأصلية للجزيرة الشمالية بنيوزلندا. اسم تي-آروها يترجم من لغة الماوري إلى «الحب»، حيث «تي» تترجم إلى «الـ» و «آروها» تعني «حب». تعود التسمية إلى أسطورة الماوري أنّ إله الشمس (مذكّر) أحبّ إلهة القمر (أنثى)، ولكنّهم لم يتمكّنوا من رؤية بعضهم بسبب موقع الكواكب الّذي يمنعهم من التلاقي. فجاءت إلهة القمر إلى الأرض ذات يوم لتتمكّن من رؤية إله الشمس، وهي تعرف مخاطر ذلك، فتحوّلت إلى حجر عندما جاء ضوء النهار. وكان هذا التصرّف من إلهة القمر طبقا لأسطورة الماوري هو خير دليلا على الحب –  تي-آروها. ولهذا السبب فإن الصخرة العالية المتواجدة في سلسلة جبال كاي ماي يمين جبل تي-آروها تظهر من بعيد على شكل امرأة. تعرف تلك الصخرة محلّيا باسم صخرة هينيموا.

## جيولوجيا
نشألت سلسلة كاي ماي نتيجة لارتفاع الصخور الأنديزيتية (اللافا) من براكين منقرضة. لم ينشط هذا الصدع (السلسلة) منذ جوالي 140000 سنة، وبدأ منذ أكثر من مليون سنة.

## نفق كاي ماي
يمتدّ نفق كاي ماي للسكّة الحديديّة حوالي 9 كيلومترات تحت السلسلة، مما يجعله أطول نفق بنيوزلندا. بدأ إنشاء النفق من جانبيّ السلسلة منذ عام 1969. تلاقا الطرفان في عام 1976 وتمّ افتتاحه في 1978. ساعد تواجد هذا النفق في توفير خدمة قطار فئة «سيلفر فيرن» بين أوكلاند وتاورانجا، وتعرف الخدمة باسم قطار كايماي السريع.

## كارثة رحلة 441
في حوالي الساعة 9:09 صباحًا في 3 يوليو 1963، تحطمت الطائرة DC-3 Skyliner ZK-AYZ Hastings التي تشغل رحلة الخطوط الجوية الوطنية النيوزيلندية رقم 441 من مطار وينيواباي في أوكلاند إلى تاورانجا. مات كل 23 على متنها، مما يجعلها أسوأ كارثة جوية في البر الرئيسي نيوزيلندا.

## الاتصالات
قام قسم الهندسة في مكتب البريد النيوزيلندي (راديو) ببناء وصيانة مرفق اتصالات بالموجات الدقيقة بالقرب من قمة سلسلة كايماي، وبالقرب من طريق هاميلتون تاورانجا السريع. في الستينيات، كانت لينكرت - كجزء من الشبكة الوطنية – تربط تلّ سانيتوريام بالقرب من كامبريدج إلى روتوروا، مع جزء من تاورانجا. لديها الآن الهاتف الخليوي والعديد من مرافق الاتصالات اللاسلكية الأخرى، وتملكها وتشغلها شركة تيليكوم نيوزلاندا.
تحتفظ شركة الخطوط الجوية النيوزيلندية بتركيب رادار المراقبة الثانوية على تي ويريتي، وهي قمة في سلسلة كايماي، على بعد 5 كيلومترات شمال طريق الدولة السريع 29. يستغلّ هذا لتسهيل مراقبة الحركة الجوية للطائرات المجهزة بإرسال في المنطقة.